# Haulandov strujni izvor
Haulandov strujni izvor (Howland Current Source/Pump) obezbjeđuje željenu vrijednost struje na potrošaču u kolu nezavisno od napona na samom potrošaču. Sastoji se od operacionog pojačavača i uravnoteženog otporničkog mosta (balanced resistor bridge). Izumio ga je Bradford Hauland (Bradford Howland), profesor na MIT-u, početkom šezdesetih godina 20. vijeka. 
Zbog svoje jednostavnosti i stabilnosti, naponom kontrolisani strujni izvori (VCCS) imaju veoma rasprostranjenu primjenu, pri čemu su VCCS sistemi koji se koriste za analizu bioimpedanse kod karakterizacije tkiva u medicini zasnovani na Haulandovom strujnom izvoru . Haulandovi strujni izvori se često koriste i za testiranje drugih uređaja, izradu eksperimenata i sl., jer mogu senzorima i drugim materijalima nametnuti vrijednost stuje koja kroz njih protiče .

## Princip rada
Haulandov strujni izvor (sa idealanim operacionim pojačavačem), sastoji se od elektronskog kola u kome se dovedeni (ulazni) napon {\displaystyle V_{\textrm {ul}}} pretvara u izlaznu struju {\displaystyle I_{\textrm {P}}=V_{\textrm {ul}}A} (gdje je {\displaystyle A} transkondukciono pojačanje) koja se predaje potošaču. Njegova glavna karakteristika ogleda se u tome što struja koja protiče kroz potrošač ne zavisi od napona na njemu.  Najpogodnije varijante ovog kola dobijaju se uzemljavanjem potrošača .
Primjenom Kirhofovog i Omovog zakona na kolo sa slike uočavamo da struja na potrošaču P iznosi:
{\displaystyle I_{\textrm {P}}=I_{1}+I_{2}={V_{\textrm {ul}}-V_{\textrm {P}} \over R_{1}}+{V_{\textrm {iz}}-V_{\textrm {P}} \over R_{2}}...(1)}
Napon na izlazu neinvertujućeg pojačavača iznosi:
{\displaystyle V_{\textrm {iz}}={\Bigl (}1+{R_{4} \over R_{3}}{\Bigr )}V_{\textrm {P}}...(2)}
Njegovim uvrštavanjem u izraz (1) dobijamo da je:
{\displaystyle I_{\textrm {P}}=AV_{\textrm {ul}}-{V_{\textrm {P}} \over R_{\textrm {P}}}...(3)}
gdje je {\displaystyle A=1/R_{1}} transkondukciono pojačanje, a {\displaystyle R_{\textrm {P}}} otpornost na posmatranom potrošaču:
{\displaystyle R_{\textrm {P}}={R_{2} \over {R_{2} \over R_{1}}-{R_{4} \over R_{3}}}...(4)}
Da bi struja {\displaystyle I_{\textrm {P}}} bila nezavisna od napona na potrošaču {\displaystyle V_{\textrm {P}}}, razlomak u izrazu (3) mora biti jednak nuli, što će se postići time što će se otpornosti {\displaystyle R_{\textrm {P}}} nametnuti beskonačno velika vrijednost, čime će se obezbjediti uslov izbalansiranosti otporničkog mosta. {\displaystyle R_{\textrm {P}}} je beskonačno veliko kada je njegov imenilac (izraz (4)) jednak nuli, što znači da sljedeći uslov mora biti zadovoljen da bi struja {\displaystyle I_{\textrm {P}}} bila nezavisna od napona {\displaystyle V_{\textrm {P}}}:
{\displaystyle {R_{2} \over R_{1}}={R_{4} \over R_{3}}.}
Haulandov strujni izvor predaje struju {\displaystyle I_{\textrm {P}}} potošaču za napon {\displaystyle V_{\textrm {ul}}} koji je polarisan kao na slici. Inverzni polaritet napona {\displaystyle V_{\textrm {ul}}} dovešće do toga da se struja {\displaystyle I_{\textrm {P}}} crpi od potrošača (ima suprotan smjer od prikazanog).
Treba napomenuti da je za pravilan rad Haulandovog strujnog izvora neophodno da napon na izlazu iz operacionog pojačavača {\displaystyle V_{\textrm {iz}}} bude u granicama linearnog opsega napajanja operacionog pojačavača, definisanog naponima {\displaystyle V_{\textrm {cc}}} i {\displaystyle V_{\textrm {ee}}}. U suprotnom će doći do zasićenja koje narušava pravilno funkcionisanje strujnog izvora. Dakle, porast napona na potrošaču uzrokuje gotovo dvostruko veći porast napona na izlazu operacionog pojačavača. Npr. za {\displaystyle R_{1}=R_{2}=R_{3}=R_{4}=10{\textrm {k}}\Omega } i {\displaystyle V_{\textrm {cc}}=-V_{\textrm {ee}}=15{\textrm {V}}}, maksimalno dozvoljeni opseg napona {\displaystyle V_{\textrm {P}}}, pri kome Haulandov strujni izvor ispravno funkcioniše, iznosi {\displaystyle V_{\textrm {P}}\approx \pm 5{\textrm {V}}}. Korišćenjem dobrog operacionog pojačavača i drugačijih vrijednosti otpornosti u mostu, napon {\displaystyle V_{\textrm {P}}} može dostići opseg od {\displaystyle \pm 10{\textrm {V}}} .
Što je napon na potrošaču veći, veći su i gubici u kolu, što predstavlja jedan od nedostataka Haulandovog strujnog izvora .

## Uticaj neusaglašenosti otporničkog mosta
U idealnim slučajevima je moguće izbalansirati otpornički most, ali kod realnih elektronskih kola, s obzirom na tolerancije otpornosti, teško je obezbjediti situaciju u kojoj je otpornost na potrošaču {\displaystyle R_{\textrm {P}}} jednaka beskonačnosti . Označimo sa {\displaystyle p} toleranciju otpornika. Imenilac u izrazu (4) imaće maksimalnu vrijednost kada su {\displaystyle R_{2}} i {\displaystyle R_{3}} maksimizovani, a {\displaystyle R_{1}} i {\displaystyle R_{4}} minimizovani, pa imenilac izraza (4) ima sljedeći oblik:
{\displaystyle {R_{2}(1+p) \over R_{1}(1-p)}-{R_{4}(1-p) \over R_{3}(1+p)}.}
Uzimajući da je {\displaystyle p\ll 1}, može se uvesti aproksimacija po kojoj je {\displaystyle 1/(1\mp p)=(1\pm p)} i po kojoj {\displaystyle p^{2}} kao veličina višeg reda teži nuli, čime se prethodni izraz može dodatno uprostiti i dovesti na sljedeći oblik:
{\displaystyle {R_{2}(1+p) \over R_{1}(1-p)}-{R_{4}(1-p) \over R_{3}(1+p)}\approx {R_{2} \over R_{1}}(1+p)^{2}-{R_{4} \over R_{3}}(1-p)^{2}\approx }
{\displaystyle \approx {R_{2} \over R_{1}}[(1+2p)-(1-2p)]=4p{R_{2} \over R_{1}}.}
Uvrštavanjem dobijenog izraza u izraz za otpornost {\displaystyle R_{\textrm {P}}} dobijamo:
{\displaystyle R_{\textrm {P}}={R_{2} \over 4p{R_{2}/R_{1}}}={R_{1} \over 4p}...(5)}

Npr. za {\displaystyle R_{1}=1{\textrm {k}}\Omega } i toleranciju od samo 1% {\displaystyle (p=0,01)}, otpornost {\displaystyle R_{\textrm {P}}} se može sniziti od beskonačnosti na svega {\displaystyle 25{\textrm {k}}\Omega }, što struju {\displaystyle I_{\textrm {P}}} čini zavisnom od {\displaystyle V_{\textrm {P}}}. Ukoliko je most disbalansiran u suprotnom smjeru:
{\displaystyle {R_{2}(1-p) \over R_{1}(1+p)}-{R_{4}(1+p) \over R_{3}(1-p)},}
onda bi ova otpornost u najnepovoljnijem slučaju imala vrijednost do {\displaystyle -25{\textrm {k}}\Omega }.
Prema tome, da bi se poboljšale performanse Haulandovog strujnog izvora, potrebno je koristiti otpornike sa niskim tolerancijama ili izvršiti balansiranje otporničkog mosta kalibracijom kola pomoću odgovarajućeg otpornika sa potenciometrom {\displaystyle R_{\textrm {pt}}}, koji bi se postavio na izlazu operacionog pojačavača (vidjeti sliku), prema sljedećim koracima:
- ulazni napon zamijeniti uzemljenjem, a prekidač postaviti u položaj 1 (ampermetar, na poziciji potrošača, povezan na uzemljenje);
- ukoliko ampermetar ne očita nultu vrijednost struje, nulirati ulazni napon razdešenosti (ofset napon) na pojačavaču;
- prekidač postaviti u položaj 2 (ampermetar povezan na poznati nenulti napon);
- podešavati vrijednost otpornosti {\displaystyle R_{\textrm {pt}}} sve dok ampermetar ne pokaže nultu vrijednost [2].

Time se obezbjedilo da ampermetar pokaže istu vrijednost struje (konkretno 0 A) pri različitim vrijednostima dovedenog napona.

## Uticaj neidealnosti operacionog pojačavača

### Faktor potiskivanja srednje vrijednosti napona (CMRR - Common-Mode Rejection Ratio)
Realni operacioni pojačavači su osjetljivi na srednju vrijednost napona. Ta karakteristika se modelira malim ulaznim naponom razdešenosti vezanim na neinvertujući ulaz. Napon razdešenosti kod Haulandovog strujnog izvora može da se izrazi kao {\displaystyle V_{\textrm {P}}/CMRR}, gdje je {\displaystyle CMRR} faktor potiskivanja srednje vrijednosti napona koji predstavlja karakteristiku operacionog pojačavača datu od strane proizvođača.  Ako pogledamo sliku uočava se da je jednačina (1) i dalje zadovoljena, ali se jednačina (2) mijenja u:
{\displaystyle V_{\textrm {iz}}={\Bigl (}1+{R_{4} \over R_{3}}{\Bigr )}{\Bigl (}V_{\textrm {P}}+{V_{\textrm {P}} \over CMRR}{\Bigr )}=V_{\textrm {P}}{\Bigl (}1+{R_{2} \over R_{1}}{\Bigr )}{\Bigl (}1+{1 \over CMRR}{\Bigr )}...(6)}
Na osnovu prethodnog izraza i izraza (1) i (3) može se pokazati da je:
{\displaystyle R_{\textrm {P}}=(R_{1}\mid \mid R_{2})CMRR...(7)}
Npr. za {\displaystyle R_{1}=R_{2}} reda {\displaystyle {\textrm {k}}\Omega } i {\displaystyle CMRR=60{\textrm {dB}}=10^{60/20}=1000} vrijednost otpornosti {\displaystyle R_{\textrm {P}}} se snižava sa beskonačno na {\displaystyle 500{\textrm {k}}\Omega }. Međutim, pomenuti problem takođe može biti riješen kalibracijom kola pomoću otpornika sa potenciometrom, kao što je prethodno opisano .

### Pojačanje u otvorenoj petlji
U prethodnim razmatranjima smatralo se da operacioni pojačavač daje beskonačno pojačanje. Međutim, u realnim situacijama to nije slučaj. Uzimajući konačnu vrijednost pojačanja {\displaystyle a}, dobija se :
{\displaystyle V_{\textrm {iz}}=a{\Bigl (}V_{\textrm {P}}-{R_{3} \over R_{3}+R_{4}}V_{\textrm {iz}}{\Bigr )}...(8)}
odnosno:
{\displaystyle R_{\textrm {P}}=(R_{1}\mid \mid R_{2}){\Biggl (}1+{a \over 1+{R_{2}/R_{1}}}{\Biggr )}...(9)}
Npr. za {\displaystyle R_{1}=R_{2}} reda {\displaystyle {\textrm {k}}\Omega } i {\displaystyle a=100{\textrm {dB}}=10^{100/20}=100000} vrijednost otpornosti {\displaystyle R_{\textrm {P}}} se snižava sa beskonačno na {\displaystyle 25{\textrm {M}}\Omega }, ali se i ovaj problem, kao i prethodna dva, može regulisati kalibracijom kola pomoću dodatnog otpornika sa potenciometrom. Problemi nastaju ako se poveća učestanost kola {\displaystyle f}, jer je pomenuti fenomen praćen padom pojačanja u kolu (kao što je prikazano na dijagramu), što za posljedicu ima narušavanje rada Haulandovog izvora . Upravo je prethodno opisani problem sužavao oblast primjene Haulandovog strujnog izvora , premda su novija istraživanja usmjerena na proučavanje i prevazilaženje uticaja promjene učestanosti kola na pojačanje operacionog pojačavača Haulandovog strujnog izvora .

## Haulandov integrator
Haulandov strujni izvor se može koristiti kao integrator, poznatiji pod nazivom DeBoo integrator. U ovom slučaju kondenzator {\displaystyle C} ima ulogu potrošača, pa je napon na izlazu operacionog pojačavača jednak:
{\displaystyle V_{\textrm {iz}}={1+K \over R_{1}C}\int V_{\textrm {ul}}dt...(10)}
Haulandov integrator funckioniše samo ako je negativni priključak operacionog pojačavača uzemljen, a kondenzator {\displaystyle C} povezan na pozitivni priključak .

## Spoljašnje veze
- Sheingold, D.H. (1964). Impedance & Admittance Transformations using Operational Amplifiers, Lightning Empiricist 12(1)

- Onlajn simulator Haulandovog struijnog izvora